# Lucius Varius Rufus
Lucius Varius Rufus (* wohl um 75/70 v. Chr.; † um 15 v. Chr.) war ein römischer Dichter der Zeit des Augustus und Anhänger des Epikureismus. Er war ein Zeitgenosse von Horaz und Vergil, mit denen er in einem Dichterkreis verbunden war, der von Maecenas gefördert wurde. Auch mit Plotius Tucca war er befreundet; zusammen mit ihm gab er nach Vergils Tod dessen Aeneis heraus.
Seine Werke sind teils verloren, teils nur fragmentarisch überliefert. Bekannt sind De morte, ein epikureisches Lehrgedicht, aus dem zwölf Verse überliefert sind, und die verlorene Tragödie Thyestes, die 29 v. Chr. bei Spielen zur Feier des Sieges bei Actium aufgeführt wurde. Quintilian bemerkte zu Thyestes, dass sie griechischen Tragödien gewachsen war.

## Ausgaben
- Emil Baehrens (Hrsg.): Fragmenta poetarum Romanorum. B. G. Teubner, Leipzig 1886, S. 337 f. (Digitalisat).